# کوئنتون، نورث‌همپتون‌شر
کوئنتون (به انگلیسی: Quinton) یک روستا و محله مدنی در بریتانیا است که در South Northamptonshire واقع شده‌است. کوئنتون ۱۹۴ نفر جمعیت دارد.